# Carlos Adrogué
Carlos Alfredo Adrogué (Almirante Brown, 28 de febrero de 1902 - Buenos Aires, 12 de septiembre de 1974) fue un político y abogado argentino, que ocupó el cargo de Ministro de Educación y Justicia durante el gobierno de facto de Pedro Eugenio Aramburu entre 8 de junio de 1956 y 25 de enero de 1957. 
Era nieto de Esteban Adrogué, fundador de la ciudad de Adrogué. Egresó como Abogado de la Facultad de Derecho de la Universidad de Buenos Aires, donde también fue docente.
Fue afiliado de la Unión Cívica Radical, adhiriendo a la corriente unionista de aquel partido. Se desempeñó como diputado Nacional por la Capital Federal.
Fue autor del libro Opiniones de Derecho público y privado.